# Rhondia bispinosa
Rhondia bispinosa är en skalbaggsart som beskrevs av Holzschuh 1998. Rhondia bispinosa ingår i släktet Rhondia och familjen långhorningar. Inga underarter finns listade i Catalogue of Life.